# Peraclistus bathycolus
Peraclistus bathycolus är en plattmaskart som beskrevs av Fugenschuh.; Steinbock 1932. Peraclistus bathycolus ingår i släktet Peraclistus och familjen Monocelididae. Inga underarter finns listade i Catalogue of Life.